# Marin Boucher
 (août 2012).
Si vous disposez d'ouvrages ou d'articles de référence ou si vous connaissez des sites web de qualité traitant du thème abordé ici, merci de compléter l'article en donnant les références utiles à sa vérifiabilité et en les liant à la section « Notes et références ».
Marin Boucher, né vers 1587 à Mortagne dans l'ancienne province du Perche et mort le 25 mars 1671 à Château-Richer, est l'un des premiers pionniers de la Nouvelle-France. Il est l'ancêtre de la plupart des Boucher d'Amérique, qu'ils soient du Québec, d'Ontario, d'Acadie ou de Nouvelle-Angleterre,,

## Nouvelle-France
Marin Boucher et sa deuxième femme Perrine Mallet ainsi que les demi-fils Jean-Galleran et François, débarquent à Québec le 4 juin, 1634, possiblement du navire le Saint-Jean parti de Dieppe et commandé par le capitaine Pierre de Nesle. Ils furent logés au fort Saint-Louis, anciennement l'habitation construite par Samuel de Champlain en 1608, avant d’emménager dans sa concession à Beauport.
Marin Boucher fut un membre important dans l'entourage de Samuel de Champlain à cause de son expertise comme charpentier et maçon. Il a probablement collaboré à la reconstruction de l'église de Saint-Langis vers 1610. L'église précédente avait été détruite en 1595 lors des guerres de religion. Marin est originaire de Mortagne. Il est le frère de Jeanne, épouse de Thomas Hayot, tous deux émigrés avec leurs trois enfants en 1638. Il est peut-être parent de Gaspard Boucher marié à Nicole Lemaire, les parents de Pierre Boucher, futur seigneur de Boucherville, émigré avec sa famille en 1635 et correspondant de Louis XIV. Certains historiens ont émis l'hypothèse que Marin serait le frère de Gaspard. Il déclare 77 et 79 ans au recensement de 1666, 80 ans au recensement de 1667.
D'un premier mariage avec Julienne Baril célébré le 7 février 1611 à Saint-Jean de Mortagne,, Marin a sept enfants. La famille habitait la maison ancestrale de Julienne Baril, nommée la Barre. Cette maison existe encore en 2013. Un seul des enfants de Marin émigre au Canada, François, alors âgé de 17 ans. Julienne décéda en décembre 1627. Marin se remarie, après un ou deux ans de veuvage, avec Perrine Mallet en 1628 ou 1629 probablement à Saint-Langis-les-Mortagne.
Comme Champlain fait un legs à Marin Boucher dans son testament du 17 novembre 1635, celui-ci a donc émigré en  1633, 1634 ou 1635. Il aurait environ 46 ans lors de son immigration et sait signer. Son épouse Perrine Mallet immigre probablement en 1635, avec deux  enfants, Louis-Marin et Jean-Galleran, en même temps que Gaspard Boucher et sa famille. Marin est enregistré comme maçon et habite la côte de Beaupré à quelques kilomètres de Québec en 1641 (carte Bourdon). Il est recensé à deux endroits en 1666; à l'île d'Orléans où il déclare avoir 77 ans, et à Beauport où il déclare avoir 79 ans. Au recensement de 1667 il est à Beaupré (Château-Richer) et dit avoir 80 ans. Il meurt le 25 mars 1671 à Château-Richer, à l'âge de 84 ans.
Jean-Galleran et Pierre, enfants de son second mariage avec Perrine Malet, allèrent à Rivière-Ouelle vers 1680. Le village fut attaqué par William Phips en octobre 1690 et son fils Jean-Galleran était parmi les "Héros de Rivière-Ouelle" qui défendirent la localité. Phips fut surpris par l'embuscade, et fut incapable d'attaquer la ville de Québec.

## Postérité
Déjà, vers 1800, Marin Boucher arrivait au 3e rang au Québec pour le nombre de descendants mariés. Près de 8000 personnes seraient descendantes de l'union Boucher-Mallet vers les années 1800.
Le nombre estimé de descendants de Marin Boucher est de plus de 350 000 personnes[Information douteuse].